# Stefan Roehnert
Stefan Roehnert (Coblenza, 19 de octubre de 1977) es un deportista alemán que compitió en remo.
Ganó tres medallas de plata en el Campeonato Mundial de Remo entre los años 1997 y 1999. Participó en los Juegos Olímpicos de Sídney 2000, ocupando el cuarto lugar en la prueba de doble scull.

## Palmarés internacional
| Campeonato Mundial | Campeonato Mundial      | Campeonato Mundial | Campeonato Mundial |
| Año                | Lugar                   | Medalla            | Prueba             |
| ------------------ | ----------------------- | ------------------ | ------------------ |
| 1997               | Aiguebelette (Francia)  | Medalla de plata   | Cuatro scull       |
| 1998               | Colonia (Alemania)      | Medalla de plata   | Cuatro scull       |
| 1999               | St. Catharines (Canadá) | Medalla de plata   | Doble scull        |